# Bildstock (Unterirsingen)

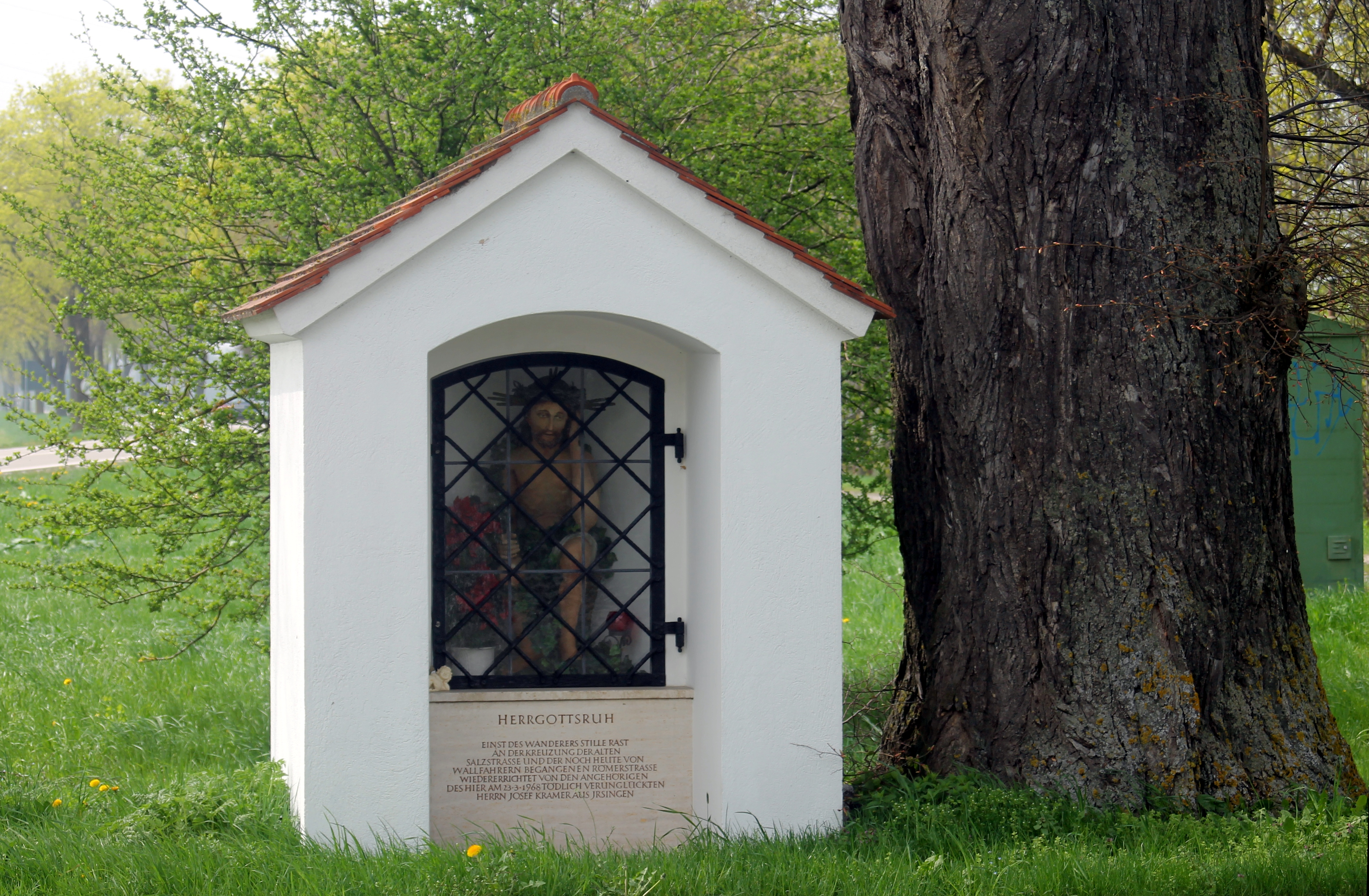
Bildstock in Unterirsingen

Der Bildstock – auch Bildstock Herrgotsruh genannt – in Unterirsingen, einem Ortsteil des Marktes Türkheim, befindet sich westlich des Zollhauses, im Landkreis Unterallgäu, Bayern. Der denkmalgeschützte Bau wurde 1968 nach der Beschädigung durch einen Verkehrsunfall neu errichtet. Das Gehäuse ist mit einem Satteldach gedeckt und besitzt eine Stichbogennische. In der Nische ist eine gefasste, aus Holz gefertigte, Figur des Heilands in der Rast aufgestellt. Diese stammt aus der ersten Hälfte des 18. Jahrhunderts. Unterhalb der Nische befindet sich eine Inschriftentafel mit folgendem Text: HERRGOTSRUH / EINST DES WANDERERS STILLE RAST / AN DER KREUZUNG DER ALTEN / SALZSTRASSE UND DER NOCH HEUTE VON / WALLFAHRERN BEGANGENEN RÖMERSTRASSE / WIEDERERRICHTET VON DEN ANGEHÖRIGEN / DES HIER AM 23..3.1968 TÖDLICH VERUNGLÜCKTEN / HERRN JOSEF KRAMER AUS IRSINGEN.